# Hookeria beccariana
Hookeria beccariana là một loài Rêu trong họ Hookeriaceae. Loài này được Hampe mô tả khoa học đầu tiên năm 1872.